# Siethener Elsbruch

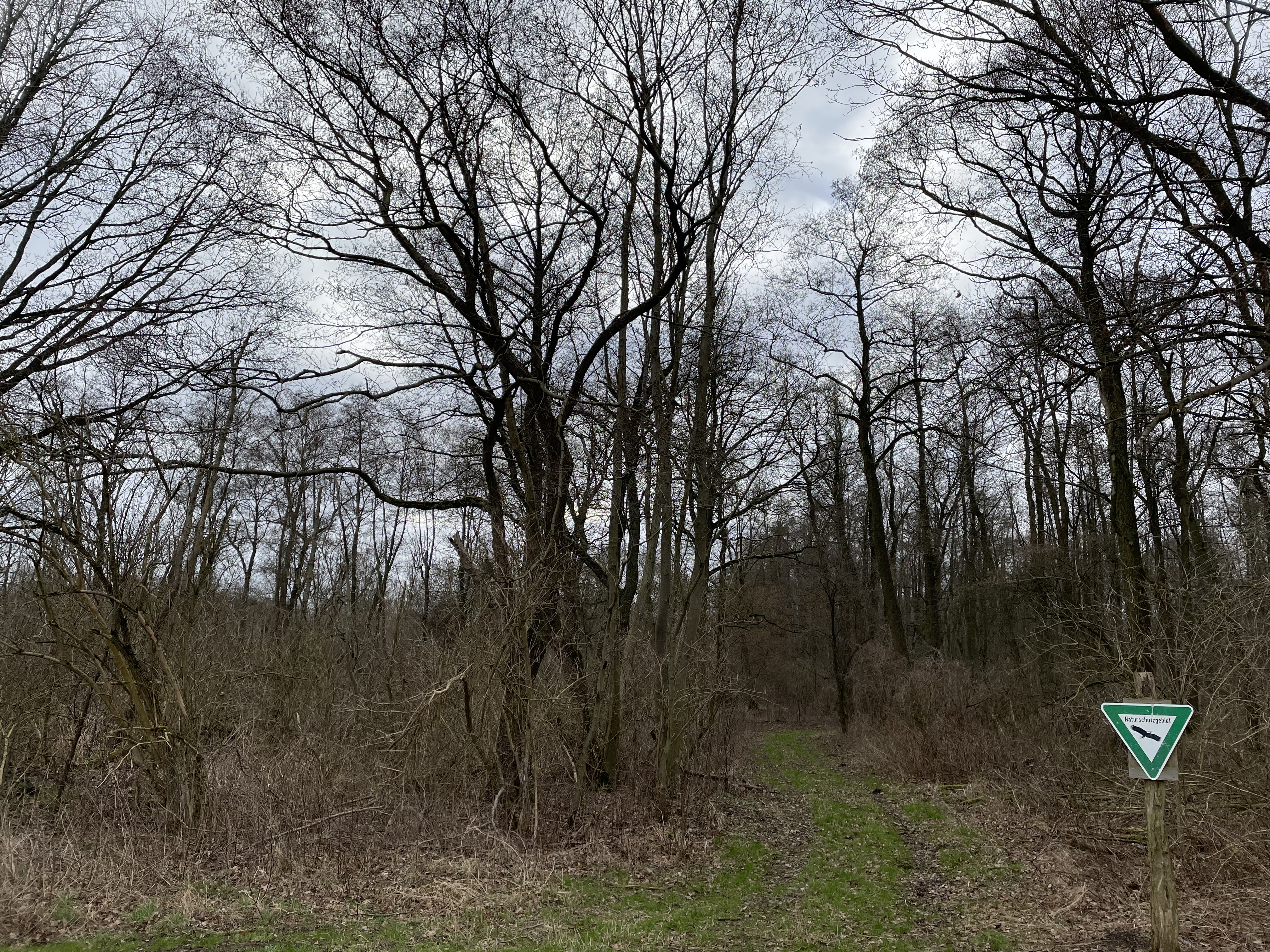
Siethener Elsbruch bei Ahrensdorf

Der Siethener Elsbruch ist ein rund 280 Hektar großes Waldgebiet auf der Gemarkung der Stadt Ludwigsfelde sowie der Gemeinde Nuthetal im Landkreis Potsdam-Mittelmark in Brandenburg.

## Lage
Das Waldgebiet befindet sich im nordnordwestlichen Rand der Gemarkung von Ludwigsfelde und liegt dort wiederum westlich des Ludwigsfelder Ortsteils Ahrensdorf. Nördlich liegt – durch den Berliner Außenring getrennt – der Ortsteil Schenkenhorst der Gemeinde Stahnsdorf gefolgt von Nudow im Nordwesten und Fahlhorst im Westen, beides Ortsteile der Gemeinde Nuthetal. Im Süden führt die Bundesautobahn 10 von Westen kommend in östlicher Richtung an dem Waldgebiet vorbei. Unmittelbar südlich des Waldgebietes befindet sich Rastplatz Siethener Elsbruch. Noch etwas weiter südsüdöstlich befindet sich der namensgebende Ortsteil Siethen.
Die östlich gelegenen Flächen werden landwirtschaftlich genutzt und durch den Elsbruchgraben durch das Waldgebiet hindurch entwässert. Dieser wiederum entwässert in den westlich verlaufenen Berliner Graben.

## Fauna
Der Bruchwald ist Bestandteil des Naturschutzgebietes Nuthe-Nieplitz-Niederung. Besonders hervorzuheben ist der Bewuchs durch die Schwarz-Erle. Erlenbruchwälder in Brandenburg.